# Morey-saint-denis (AOC)
Pour la commune homonyme, voir Morey-Saint-Denis.
Le morey-saint-denis est un vin français d'appellation d'origine contrôlée produit sur une partie de la commune de Morey-Saint-Denis, dans le département de la Côte-d'Or, fil ait partie des appellations communales du  vignoble de la côte de Nuits.
Cette appellation produit essentiellement en rouge à partir de pinot noir N et un peu moins de la moitié des vignes (42 % en 2023) de l'appellation est classée comme premiers crus. La réputation de grande qualité du morey-saint-denis s'est construite notamment grâce à la proximité des grands crus que sont le clos-de-la-roche, le clos-saint-denis, le clos-des-lambrays, le clos-de-tart et les bonnes-mares, produits sur la commune, AOC disposant chacune de son propre cahier des charges.  
Une petite partie du vignoble (4 % en 2023) est consacrée au vin blanc.

## Histoire
Si la production du vin est prouvée sur la commune voisine de Gevrey depuis la période romaine, si les clos viticoles sont attestés à Morey au milieu de la période médiévale, il faut attendre le XXe siècle pour que les vins portant le nom de morey puis de morey-saint-denis gagnent en notoriété.

### Implantation de la vigne
En fonction des historiens consultés, la viticulture bourguignonne remonterait à la période romaine, voire à celle des Gaulois (au IIe siècle avant notre ère). Les sources antiques sont imprécises : l'édit de l'empereur romain Domitien en 92 de notre ère interdit la plantation de nouvelles vignes hors d'Italie et ordonne d'arracher une partie des vignes en Gaule lyonnaise, aquitaine et narbonnaise afin de limiter la concurrence et de favoriser la production de céréales. Les effets de cet édit sont inconnus, ces vignobles sont supposés avoir survécu. Puis Probus annula cet édit en 280. En 312, Eumène rédigea la première description du vignoble de la côte d'Or, appelé alors le pagus Arebrignus, essentiellement sur le territoire des Éduens.
Les fouilles archéologiques du XXIe siècle fournissent quelques précisions sur le Ier siècle : d'abord la production d'amphores vinaires (de type « gauloise 4 ») à partir de l'an 60 à Gueugnon et à Chalon-sur-Saône ; ensuite la mise au jour de serpettes à vendanger datant de l'Empire romain, de villas à « descentes de caves » pour les barriques à Brognon (La Rente de Mars, maintenant sous l'aire d'autoroute de Dijon-Spoy) et à Rouvres-en-Plaine (Derrière le Vau), ainsi que de la villa à pressoir des Tuillières à Selongey ; enfin la fouille du lieu-dit « Au-dessus de Bergis » à Gevrey-Chambertin en 2008-2009, interprétée comme étant les restes d'une vigne en pergolette sur plaine argileuse. Ce vignoble de plaine se serait implanté sur le coteau seulement à partir du haut Moyen Âge, avec aménagement progressif d'un parcellaire délimité par des haies, des murs, des murgers, des terrasses et des chemins.

### Développement médiéval

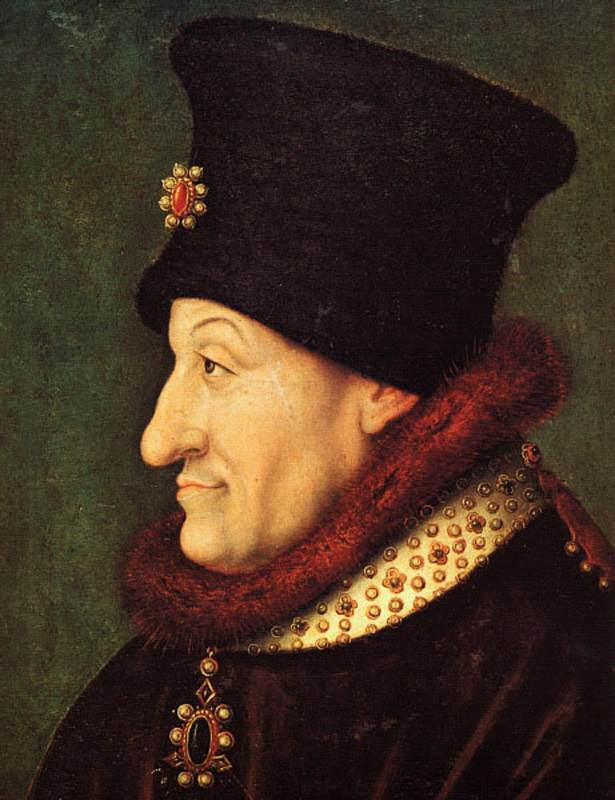
Philippe II le Hardi.

Durant le Moyen Âge, le christianisme favorise l'extension de la vigne par la création de domaines viticoles par les institutions ecclésiastiques. Le vignoble du clos Saint-Denis est créé au XIe siècle par les chanoines de Saint-Denis de Vergy (dont le chapitre est fondé en 1023), avec sa première citation en 1367 ; le clos de Tart doit son nom aux moniales bernardines de l'abbaye Notre-Dame de Tart (à Tart-l'Abbaye, maison-mère de l'ordre féminin cistercien fondée en 1132) qui l'achète en 1141 aux hospitaliers de Brochon. En 1120, Savaric de Vergy donne à l'abbaye de Cîteaux une partie de sa seigneurie de la Mirriacum villa (Moreium en 1187, ce qui a donné Morey). L'origine du clos des Lambrays remonterait à 1365. Le clos de la Bussière doit son nom à son propriétaire médiéval, l'abbaye cistercienne homonyme (à La Bussière-sur-Ouche).
En août 1395, le duc de Bourgogne Philippe le Hardi décida d'améliorer la qualité des vins et interdit la culture du gamay au profit du pinot noir sur ses terres : cet ordre est renouvelé plusieurs fois, ce qui fait douter de son efficacité. En 1416, Charles VI fixa par un édit les limites de production du vin de Bourgogne. En 1422, d'après les archives, les vendanges eurent lieu en côte de Nuits au mois d'août. Après la mort de Charles le Téméraire en 1477, le vignoble de Bourgogne fut rattaché à la France, sous le règne de Louis XI.
À la fin du XVIe siècle et au XVIIe siècle, la façon de faire le vin rouge évolue vers des cuvaisons plus longues, des vins plus colorés et corpulents, les élevages s'allongent, d'où des mises en vente qui se décalent de novembre jusqu'à février. En 1636, le village de Morey est complètement incendié lors de la guerre de Trente Ans. En 1700, l'intendant Ferrand rédigea un Mémoire pour l'instruction du duc de Bourgogne lui indiquant que dans cette province les vins les meilleurs provenaient des « vignobles [qui] approchent de Nuits et de Beaune. »

### XIXesiècle

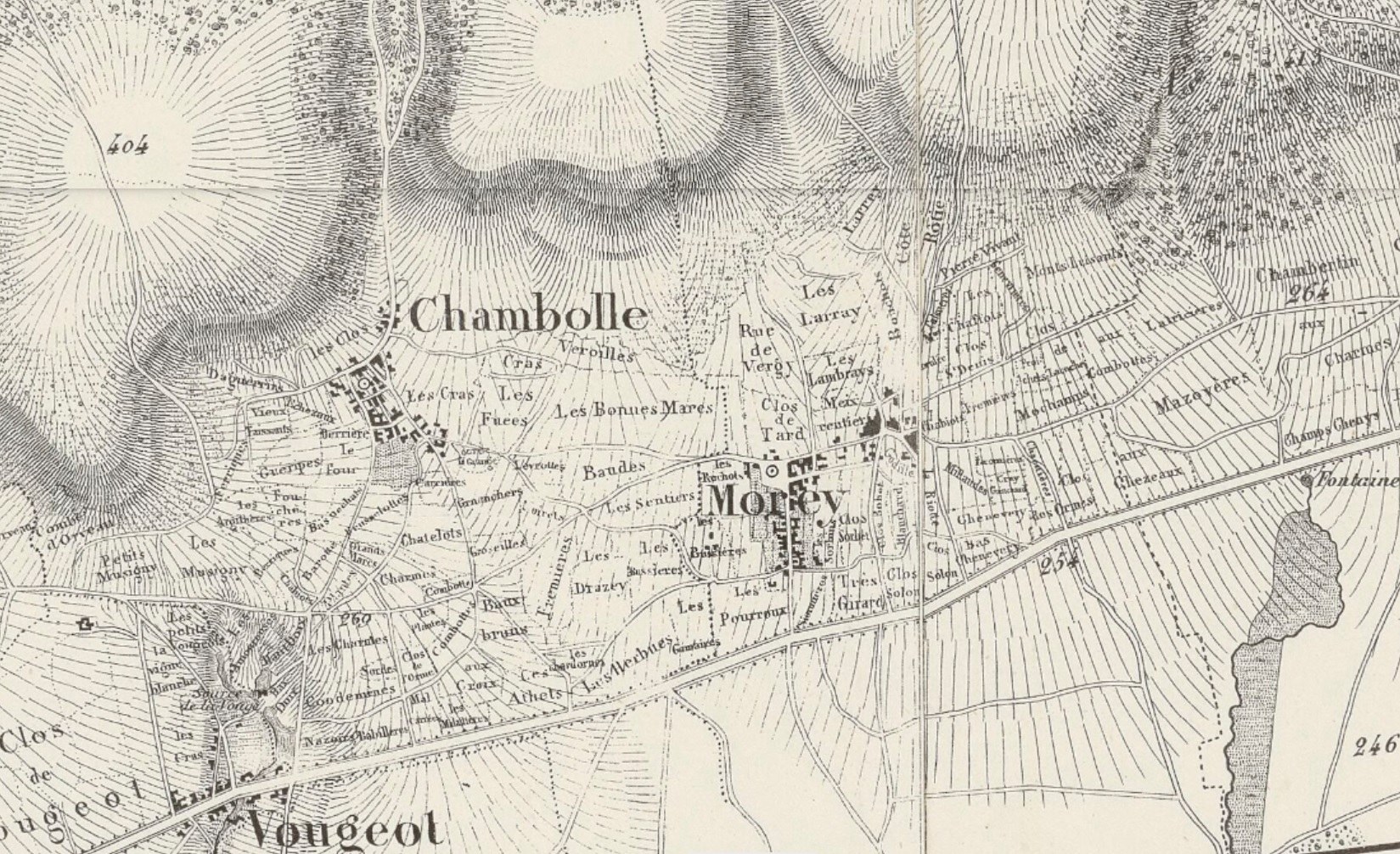
Carte d'une partie du vignoble de la côte de Nuits, entre la « montagne » (à l'ouest, ici en haut) et la plaine (à l'est, en bas), montrant la portion entre le clos de Vougeot (au sud, à gauche) et Chambertin (au nord, à droite), Morey étant au milieu.

Durant la Révolution française, les propriétés ecclésiastiques et nobles sont saisies comme biens nationaux et revendues : la famille Marey-Monge (le négociant et député Nicolas-Joseph Marey était le gendre du mathématicien Gaspard Monge, qui vint régulièrement à Morey) acheta ainsi en 1791 le clos de Tart et le cellier des Bernardines ; en 1810 s'y rajoute l'ancien domaine des Pelletier de Cléry et des Croonembourg. En 1804, la promulgation du Code civil généralise le partage entre les héritiers, ce qui entraine un lent morcellement des propriétés. Les vins de Morey sont jusqu'au milieu du XXe siècle (jusqu'à ce que les appellations soient protégées) achetés par les différents négociants de Nuits ou de Beaune pour être assemblés avec les vins de Chambolle ou de Gevrey et être vendus sous ces noms plus connus. En 1816, André Jullien dans sa Topographie de tous les vignobles connus cite des crus de Morey parmi sa première classe, mais les présente comme inférieurs à la Romanée-Conti, au Chambertin, au Richebourg, au Clos-Vougeot, à « la Romanée-de-Saint-Vivant », la Tâche et au Saint-George :

« Indépendamment des crus distingués dont je viens de parler, il y a dans quelques cantons moins célèbres, des coteaux privilégiés dont les vins approchent de la qualité de ceux que j'ai cités. Tels sont : le clos de Prémeau, à une demi-lieue de Nuits ; le Musigny, territoire de Chambolle ; le Clos-du-Tart, les Bonnes-Mares, le Clos-à-la-Roche et les Veroilles, dans celui de Morey ; […]. Ces vignes n'ayant que peu d'étendue, ne sont pas connues hors de la Bourgogne, et les vins qu'elles produisent se vendent toujours moins cher que ceux des crus en réputation, quoiqu'ils leur soient comparables pour la qualité. »

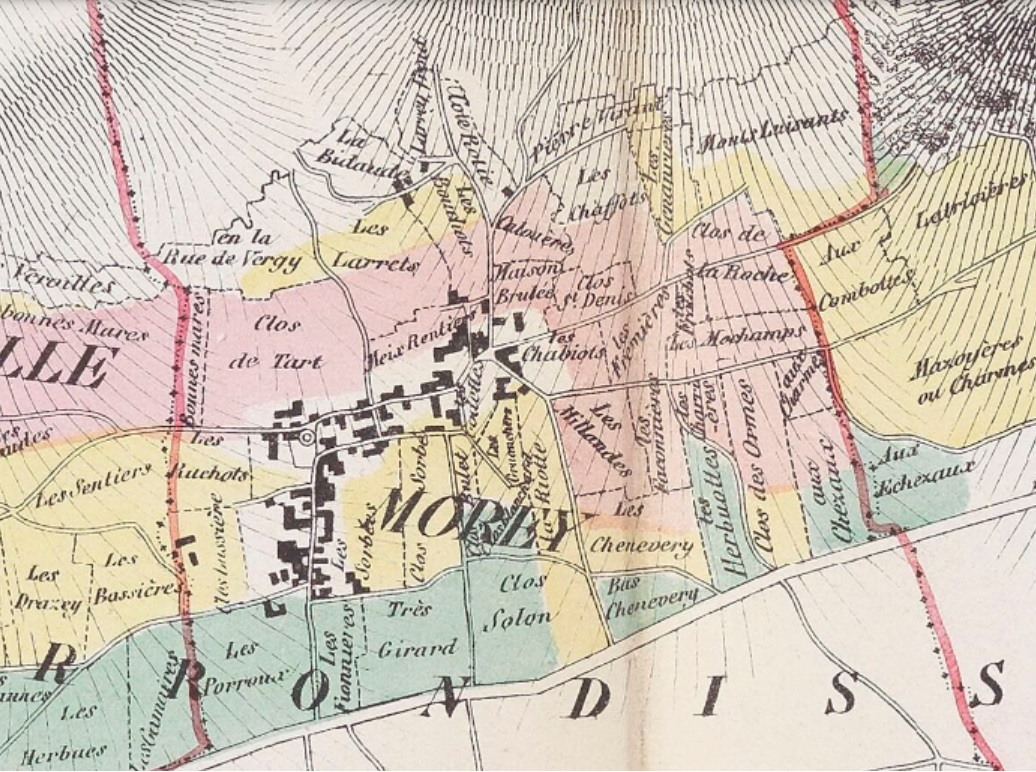
Plan des climats de Morey selon le classement de 1861 (reprenant la carte de 1855) : la première classe de vins en rose, la deuxième classe en jaune, la troisième classe en vert ; les vignes à l'est de la route ne sont pas classées. La classement a évolué depuis.

Dans les décennies 1830 et 1840, la pyrale survient et attaque les feuilles de la vigne. Elle est suivie à partir de 1850 d'une maladie cryptogamique, l'oïdium, un champignon qui se développe sur les feuilles : les viticulteurs luttent contre lui en aspergeant les vignes de soufre utilisé contre fongicide (soufrage). En 1831, la superficie du vignoble du village de Morey est d'environ 160 hectares et l'encépagement dominé par le gamay à 85 %. Le classement du Comité d'agriculture de 1861 met la moitié des 103 hectares de « vignes en vins fins » de Morey en première classe (53 ha, correspondant aux grands crus actuels, mais incluant aussi les Charmes, les Charrières, les Faconnières, les Millandes, la moitié haute des Chenevery, du clos des Ormes et des Cheseaux, ainsi que la moitié basse des Larrets), 29 ha en deuxième classe (les premiers crus actuels, ainsi que la Rue de Vergy, toutes les Genavrières et la moitié haute des Blanchards) et 21 ha en troisième classe (l'appellation communale, en bas, bordant la D974).

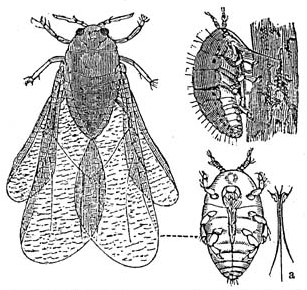
Le phylloxéra, minuscule insecte responsable de la maladie qui a ravagé le vignoble à la fin du XIXe siècle.

En 1832, la liaison entre le vignoble de Bourgogne et son principal marché (Paris) s'améliore avec l'ouverture du canal de Bourgogne ; puis en 1849 avec l'inauguration de la ligne de chemin de fer desservant Chagny et remontant vers Dijon en suivant le pied de la côte. Mais l'extension du réseau encore plus loin vers le sud (la ligne PLM) met à mal pendant la seconde moitié du XIXe siècle la partie du vignoble de Bourgogne qui produisait des vins de consommation courante (produits en général avec du gamay) : ces vins entrent en concurrence avec ceux des autres vignobles, notamment ceux de la plaine du Languedoc et d'Algérie, moins chers, plus foncés et plus alcoolisés. Le millésime 1865 a donné des vins aux teneurs naturelles en sucres très élevées et des vendanges assez précoces. À la fin du XIXe siècle arrivent deux nouveaux fléaux de la vigne : le premier fut le mildiou, autre maladie cryptogamique traité avec du sulfate de cuivre (bouillie bordelaise), le second le phylloxéra. Cet insecte térébrant venu d'Amérique mis très fortement à mal le vignoble à partir de 1878, entraînant à terme la mort de la totalité des vignes. La seule parade trouvée est le replantage intégral avec greffage sur des pieds américains capables de vivre en présence du phylloxéra. Le provignage est abandonné à cette occasion, les vignes sont désormais plantées en rangées et palissées.

### XXesiècle
Le mildiou provoqua un désastre considérable en 1910. Une cave coopérative est fondée à Morey en 1911 sous le nom de « Cave coopérative des vins fins », puis une seconde en 1914 appelée l'« Union des propriétaires de vins fins » (ce qui n'est pas si rare à ce moment-là en côte de Nuits : Chambolle puis Brochon ouvrent la leur en 1911, Gevrey et Nuits en 1912 ; la côte de Beaune est plus tardive avec Pommard en 1920 et Beaune en 1957). La création des appellations d'origine par la loi du 6 mai 1919 oblige les producteurs et le commerce à donner aux vins des noms conformes à leur origine, ce qui entraine la limitation par décision de justice du 29 avril 1930 de l'appellation bourgogne (qu'on pouvait compléter d'un nom de commune) aux seuls vins réalisés avec du pinot noir ou du chardonnay, rejetant le gamay, l'aligoté et les hybrides considérés comme de moindre qualité.
En 1927, Morey (anciennement Morey-en-Montagne) change de nom pour y accoler celui d'un de ses crus, devenant Morey-Saint-Denis, imitant en cela les autres communes de la côte, Gevrey la première dès 1847 (ce qui donna un long conflit avec Morey, pour pouvoir utiliser le nom prestigieux du Chambertin), Chambolle en 1878 ; le contexte est alors marqué par un certain retour en force du catholicisme (canonisation de Jeanne d'Arc en 1920, coalition du Bloc national jusqu'en 1924). Le 16 avril 1929, le tribunal de Dijon interdit aux vins de Morey-Saint-Denis d'être vendus sous le nom de Chambolle-Musigny. En 1932, le clos de Tart est repris par la maison Mommessin lors d'une vente aux enchères. Pendant ce temps, Henri Gouges (de Nuits, président du syndicat de défense des Grands Vins de Bourgogne) avait rejoint au niveau national le combat mené par le sénateur Joseph Capus et le baron Pierre Le Roy de Boiseaumarié qui allait aboutir à la création des appellations d'origine contrôlée. Il devint le bras droit du baron à l'INAO. Ainsi l'AOC « Morey Saint-Denis » est créé par le décret du 8 décembre 1936 (publié au JO du 11 décembre 1936). Les appellations séparées clos-saint-denis et clos-de-la-roche sont elles aussi créés en parallèle à la même date : leur aires de production sont agrandies par rapport aux clos originels, en y adjoignant des parcelles d'une part du bas des Monts Luisants, Fremières, Froichots, Mauchamps, Chabiots et bas des Genavrières pour le clos de la Roche (qui quadruple presque sa surface) et d'autre part du bas des Chaffots, des Calouères et des Maisons Brûlées au Saint-Denis (qui triple ainsi). Le clos-de-tart devient un grand cru en 1939.
Selon le décret de 1936, sont autorisés pour faire les vins rouges de l'appellation les cépages pinot noirien (le pinot noir), pinot beurot et pinot lièbault, avec comme pour les autres AOC tolérance pour quinze ans d'y adjoindre des plants de Renevey (alias le pinot Renevey, ou pinot à queue verte), ainsi qu'autorisation d'y rajouter jusqu'à 15 % de pinot blanc, pinot gris et chardonnay. Les blancs doivent être faits avec du pinot blanc ou du chardonnay (alias beaunois ou aubaine), tandis que les rendements étaient limités à 35 hectolitres par hectare (moyenne calculée sur cinq années). À ce décret fournissant un cahier des charges à l'appellation se rajoute celui du 14 octobre 1943, qui institue les premiers crus. Plus tardivement, le grand cru du clos-des-lambrays (composé des climats des Larrets en haut, des Bouchots au nord & de Meix-Rentier en bas) est créé en 1981, après avoir fait partie des premiers crus de l'appellation communale.
L'appellation connait ensuite les mêmes évolutions que ses voisines : les viticulteurs (ceux qui cultivent la vigne) vinifient de plus en plus leurs vins (au lieu de vendre leurs raisins), se mettant à les vendre eux-mêmes (plutôt qu'en passant par un négociant nuiton ou beaunois) ; dans les années 1960 et 1970, l'enjambeur remplace le cheval, complété par le chenillard sur les pentes ; les techniques en viticulture et œnologie évoluent pendant les cinquante ans suivants : vendange en vert, table de triage, cuve en inox, pressoir électrique puis pneumatique, etc.

### XXIesiècle
Avec la canicule de 2003, le ban des vendanges est prononcé pour le 19 août en Bourgogne, soit avec un mois d'avance (en 2002, c'était le 16 septembre), des vendanges très précoces qui ne s'étaient pas vues depuis 1420 (16 août à Dijon), 1523 (16 août) et 1865 d'après les archives. En octobre 2009, la publication du nouveau cahier des charges de l'appellation (abrogeant celui de 1936) déclenche des négociations pour obtenir de l'INAO des modifications : autorisation de vendre du morey-saint-denis blanc contenant de l'aligoté produit sur les Monts Luisants ; légère augmentation du sucre minimum devant être contenu dans les moûts ; augmentation des rendements maximums (de 40 hl/ha pour les rouges, ils passent à 50, les 1ers crus limités à 48 ; de 45 pour les blancs, ils passent à 57, les 1ers crus à 55). Ces modifications sont entérinées par le décret du 6 décembre 2011.
En 2014, le groupe LVMH, dirigé par Bernard Arnault, rachète le domaine des Lambrays, qui détient notamment la presque totalité du clos du même nom (une ouvrée reste la propriété du domaine Taupenot-Merme). En 2017, la société Artemis, qui appartient à la famille Pinault, a racheté le domaine Clos de Tart (qui a le clos en monopole et produit aussi du morey-saint-denis). Les 27 et 28 janvier 2024, les deux villages de Morey-Saint-Denis et de Chambolle-Musigny accueillent ensemble la fête de la Saint-Vincent tournante ; Morey avait précédemment organisé la fête en 1952 et 1973. Sont proposées à la dégustation non seulement deux cuvées de la Saint-Vincent (un chambolle-musigny et un morey-saint-denis 2022) réalisées à partir des dons des producteurs, mais aussi des bouteilles des millésimes 2017 à 2020 offertes par près de 70 domaines, que ça soit des bourgognes pinot noir, des appellations communales ainsi que des premiers crus.

## Vignoble

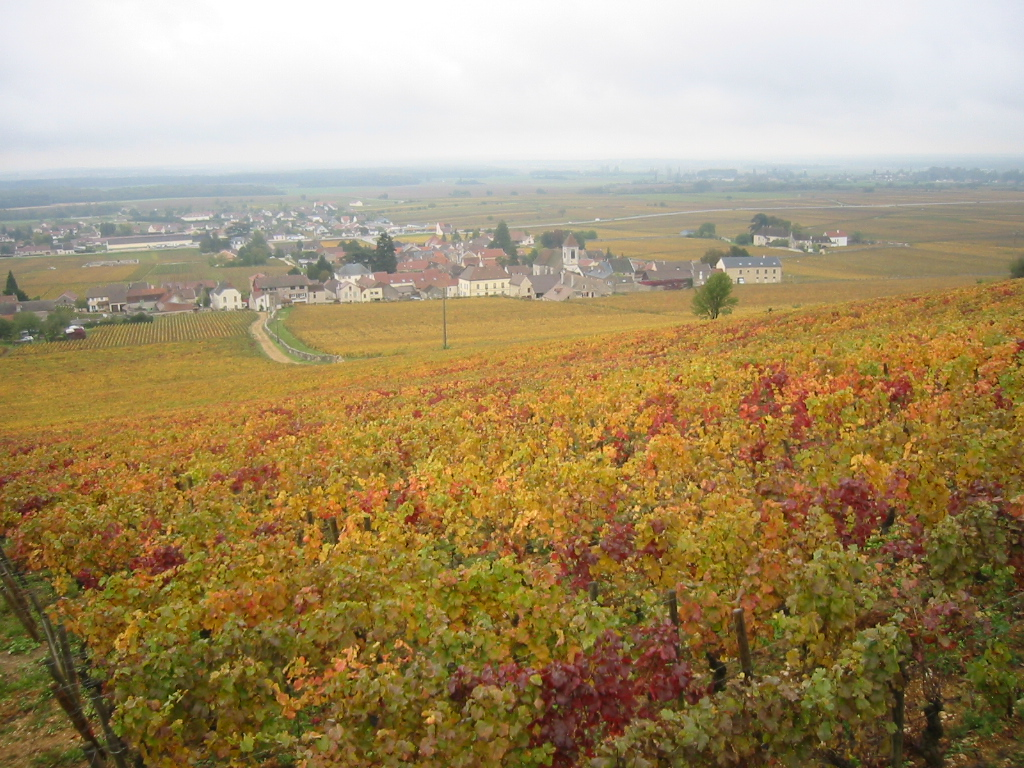
Morey-Saint-Denis : le coteau est occupé par les meilleurs climats, tandis que le village est en contrebas.

L'aire d'appellation est sur la commune de Morey-Saint-Denis, qui se situe dans le département de la Côte-d'Or, en Bourgogne. Ce vignoble se situe sur la route des Grands Crus entre d'une part le vignoble de Gevrey-Chambertin au nord, et d'autre part ceux de Chambolle-Musigny et de Vougeot au sud, sur la côte de Nuits, à 12 km de Dijon et 5 km de Nuits-Saint-Georges.
L'aire d'appellation  est située sur un huitième de la commune de Morey-Saint-Denis (moins de  100 hectares sur une surface totale de 7,83 km2), sur la portion de la côte d'Or entre la « montagne » (le plateau des hautes-côtes) et la plaine (de Saône). La montagne à l'ouest est couverte par la forêt de Morey-Saint-Denis, le milieu de pente est occupé par les appellations grands crus (clos-de-la-roche, clos-saint-denis, clos-des-lambrays, clos-de-tart et bonnes-mares, pour un total de 35,45 ha), les parcelles viticoles entre la route D974 et la voie ferrée sont essentiellement classées en appellations régionales (bourgogne et coteaux-bourguignons), tandis que la portion de plaine à l'est de la voie ferrée est couverte de terres labourées et d'un bois.
En 2018, 88,48 ha sont consacrés à la production du morey-saint-denis rouge (dont 39,42 ha classés en premiers crus) et 5,68 ha pour le morey-saint-denis blanc (dont 1,66 ha en premiers crus). En 2011, la superficie en production était un peu plus importante, avec un total de 111,54 ha, comprenant 106,61 ha en rouge (dont 39,45 ha en premiers crus) et 4,93 ha en blanc (dont 1,23 ha en premiers crus). Cet écart entre les surfaces en production en 2018 et 2011 correspond à des parcelles désormais bâties ou à des vignes trop jeunes (il faut attendre deux ans après la plantation).  En 2023, 88,5 ha sont consacrés au rouge (dont 39,2 en premiers crus) et 3,9 ha en blanc, la superficie consacrée au rouge hors premier cru continuant à décroître.

### Géologie et orographie
L'aire d'appellation couvre un tronçon de la côte de Nuits, d'orientation générale du nord vers le sud ; son versant est donc face à l'est, profitant d'une bonne exposition au soleil, qui réchauffe les vignes dès le petit matin. Le vignoble produisant le morey-saint-denis se situe entre 240 et 360 m ; le milieu du coteau est entaillé par la combe de Morey, une vallée sèche au climat un peu plus frais, dont le débouché correspond à un cône de déjection (formé par des torrents saisonniers en périodes glaciaires).
Les types de roches se succèdent du haut jusqu'en bas du coteau, descendant de l'altitude de 471 m (à l'extrémité occidentale de la commune, en pleine forêt) jusqu'à la cote 220 (à l'extrémité orientale, en plaine). Les différentes couches du sous-sol se sont déposées pendant le Jurassique moyen (aux Bajocien et Bathonien) par sédimentation marine ; puis le relief s'est formé à la fin de l'Oligocène lors de l'effondrement du fossé bressan, la côte ainsi formée étant désormais structurée par une série de failles nord-sud fracturant les couches géologiques ; enfin l'érosion du relief, notamment durant les glaciations quaternaires, a tout recouvert de colluvions.
Au sommet de la côte, la forêt pousse sur un sous-sol de bancs de calcaire à oolithes blanches. Juste en dessous, le calcaire de Prémeaux, gris-beige et dur, affleure à l'emplacement d'anciennes carrières (au Monts Luisants et En la Rue de Vergy). Dans la partie méridionale, en amont du clos de Tart, de petits bancs de marnes jaune-vert clair à Ostrea acuminata (une petite huître) sont présents, ailleurs recouverts par d'épais éboulis. La zone des grands crus (du clos de Bèze à Gevrey jusqu'aux Bonnes-Mares à Chambolle) correspond à un sous-sol de calcaire à entroques, un banc massif ocre ponctué de taches d'oxydes de fer et de calcite, au-dessus de la D122, sauf pour le clos de la Roche et le clos Saint-Denis sur oolithe blanche (en partie haute) et calcaire à entroques (en partie basse).
Les premiers crus au nord (Aux Charmes, Aux Cheseaux, clos des Ormes) sont sur un sous-sol de calcaire de Comblanchien, dur et de couleur crème ; ceux du milieu (Les Faconnières, Les Millandes, La Riotte, Les Blanchards, Clos Baulet) sont sur les cailloutis du cône de déjection ; pour ceux du sud (Les Sorbès, Les Ruchots, La Bussière), les fosses pédologiques ont mise au jour du calcaire de Ladoix (correspondant à la « dalle nacrée ») et de l'oolithe ferrugineuse. Plus bas, les climats de part et d'autre de la D974 sont sur des marnes de Bresse gris-bleu, ainsi que sur des conglomérats saumon (de petits galets cimentés rosâtres),.

### Pédologie
Les pentes du coteau sont recouvertes de colluvions argileux avec de nombreux débris calcaires cryoclastiques. En aval, les dépôts forment un glacis au sol de plus en plus épais, la roche-mère calcaire se trouvant au début à quelques dizaines de centimètres, tandis que tout en bas elle n'apparait qu'à plusieurs mètres de profondeur lors des sondages. Les hauts de versant, où se trouvent grands crus et premiers crus, ont donc des sols pierreux, peu épais et bien drainant.
Les climats de l'appellation communale sont plus bas, sur des sols qui s'approfondissent et comportent beaucoup plus d'argile : terre argilo-limoneuse du piedmont de la côte viticole, colluviaux, légèrement lessivés,. Aux limons argileux à cailloutis se rajoutent les apports anthropiques, dus aux amendements et recharges des parcelles dégradées par le ruissellement (anthrosol), ainsi que le comblement des quelques carrières.
Théoriquement, les sols calcaires sont de préférence plantés avec un cépage blanc (le chardonnay ou l'aligoté), tandis que les sols argilo-calcaires plus marneux et de couleur brune portent le cépage utilisé pour la production de rouge (le pinot noir). À Morey-Saint-Denis, mis à part quelques parcelles notamment dans le climat Monts Luisants, tout le vignoble est consacré au rouge.

### Climatologie
Le climat bourguignon est un climat tempéré océanique à légère tendance continentale. L'influence océanique se traduit par des pluies fréquentes en toutes saisons (avec néanmoins un maximum en automne et un minimum en été) et un temps changeant. L'influence semi-continentale se traduit par une amplitude thermique mensuelle plutôt élevée, se caractérisant par des hivers froids avec des chutes de neige relativement fréquentes, et des étés plus chauds que sur les littoraux, avec à l'occasion de violents orages. Les données climatiques de la station météo de Dijon-Longvic (l'aéroport de Dijon-Bourgogne) ci-dessous en rendent compte, mais cette station se situe 12 kilomètres au nord-est de Morey-Saint-Denis.
En raison de l'actuel réchauffement climatique, les vendanges sont souvent plus précoces de quelques jours (le débourrement, la floraison et la véraison de la vigne se faisant plus tôt).
| Mois                              | jan. | fév. | mars  | avril | mai   | juin  | jui.  | août  | sep.  | oct. | nov. | déc. | année   |
| --------------------------------- | ---- | ---- | ----- | ----- | ----- | ----- | ----- | ----- | ----- | ---- | ---- | ---- | ------- |
| Température minimale moyenne (°C) | −0,2 | 0    | 2,6   | 5,2   | 9,2   | 12,8  | 14,9  | 14,6  | 11    | 7,6  | 3,3  | 0,7  | 6,8     |
| Température moyenne (°C)          | 2,7  | 3,8  | 7,5   | 10,7  | 14,6  | 18,5  | 20,8  | 20,4  | 16,4  | 11,8 | 6,5  | 3,4  | 11,4    |
| Température maximale moyenne (°C) | 5,6  | 7,6  | 12,5  | 16,2  | 20    | 24,2  | 26,7  | 26,2  | 21,7  | 16,1 | 9,7  | 6,1  | 16,1    |
| Nombre de jours avec gel          | 16   | 14,6 | 7,7   | 2,1   | 0     | 0     | 0     | 0     | 0     | 1,1  | 6,5  | 13,6 | 61,6    |
| Ensoleillement (h)                | 60,8 | 95,1 | 159,8 | 193,7 | 215,5 | 240,3 | 256,9 | 239,7 | 190,9 | 118  | 66,5 | 52,9 | 1 890,1 |
| Précipitations (mm)               | 56,8 | 42,9 | 48,2  | 57,5  | 76,1  | 65,8  | 64,9  | 62    | 56,4  | 73,6 | 77,6 | 61,6 | 742,4   |

| Diagramme climatique                                  |          |             |             |           |              |              |            |            |             |            |            |
| J                                                     | F        | M           | A           | M         | J            | J            | A          | S          | O           | N          | D          |
| 5,6−0,256,8                                           | 7,6042,9 | 12,52,648,2 | 16,25,257,5 | 209,276,1 | 24,212,865,8 | 26,714,964,9 | 26,214,662 | 21,71156,4 | 16,17,673,6 | 9,73,377,6 | 6,10,761,6 |
| Moyennes : • Temp. maxi et mini °C • Précipitation mm |          |             |             |           |              |              |            |            |             |            |            |

### Climats de l'appellation
Le nom de l'appellation sur l'étiquette d'une bouteille de morey-saint-denis peut être suivi du nom du climat sur lequel il a été produit. 
Vingt de ces climats sont classés comme premiers crus, à condition de respecter les critères spécifiques fixés par le cahier des charges pour l'ensemble de ces climats : exigence accrue pour les rendements, la richesse naturelle en sucre et les titres alcooliques minimum et maximum.  Seize dénominations premiers crus sont localisées juste en dessous (à l'est) des grands crus, auxquelles il faut en rajouter quatre au sommet du coteau (Monts Luisants, Les Genavrières, Les Chaffots et Côte Rôtie). Certains climats sont seulement partiellement classés en premier cru.
| Climats                      | parcelles cadastrales,                                                          | Superficies     |
| ---------------------------- | ------------------------------------------------------------------------------- | --------------- |
| Aux Charmes                  | AC 121 à 134                                                                    | 1 ha 17 a 31 ca |
| Aux Cheseaux (partie haute)  | AC 135 et 137 à 148                                                             | 1 ha 49 a 47 ca |
| Clos Baulet                  | AC 1 à 5                                                                        | 87 a 3 ca       |
| Clos des Ormes (les ⅔ hauts) | AC 98 à 105 et 117 à 120                                                        | 3 ha 15 a 22 ca |
| Clos Sorbè                   | AO 165 à 178 et 299                                                             | 3 ha 32 a 63 ca |
| Côte Rôtie                   | AP 1 à 8, 10, 14 à 16, 170, 171, 176 et 177                                     | 1 ha 22 a 98 ca |
| La Bussière (les 5/6e)       | AO 259 et 266                                                                   | 2 ha 59 a 25 ca |
| La Riotte                    | AP 30                                                                           | 37 a 79 ca      |
| La Riotte                    | AC 29 à 43                                                                      | 2 ha 8 a 80 ca  |
| Le Village                   | AP 183 p et 184                                                                 | 68 a 44 ca      |
| Les Blanchards               | AC 6 à 25                                                                       | 1 ha 99 a 23 ca |
| Les Chaffots                 | AB 264 à 268, 269 (9/10), 270, 272, 273, 275 (½), 276 à 278, 279 p et 280 à 299 | 2 ha 61 a 86 ca |
| Les Charrières               | AC 79 à 97                                                                      | 2 ha 26 a 76 ca |
| Les Chenevery (partie haute) | AC 177 à 185                                                                    | 1 ha 90 a 9 ca  |
| Les Faconnières              | AC 71 à 78                                                                      | 1 ha 66 a 51 ca |
| Les Genavrières              | AB 43, 47, 357, 361, 363, 369, 420, 453, 454 et 456                             | 1 ha 19 a 10 ca |
| Les Gruenchers               | AC 26 à 28                                                                      | 50 a 82 ca      |
| Les Millandes                | AC 44 à 70                                                                      | 4 ha 21 a 23 ca |
| Les Ruchots                  | AO 267 à 273, 275 à 286, 300 et 301                                             | 2 ha 57 a 74 ca |
| Les Sorbès                   | AO 158 à 160, 162 à 164, 344 et 345                                             | 2 ha 67 a 58 ca |
| Monts Luisants               | AB 70 à 136 et 170 à 172                                                        | 5 ha 38 a 89 ca |

En-dehors de ces lieux-dits ayant droit à la mention premier cru, d'autres climats peuvent être indiqués sur l'étiquette. Ceux-ci font la transition entre les premiers crus et les parcelles plus basses encore (jusqu'à la voie ferrée), ces dernières produisant les appellations régionales.
| Climats                               | parcelles cadastrales, | Superficies     |
| ------------------------------------- | --- | --------------- |
| Aux Cheseaux (partie basse)           | AC 136 et 149 à 153 | 1 ha 11 a 41 ca |
| Bas Chenevery                         | AC 194 à 206 | 2 ha 8 a 11 ca  |
| Clos des Ormes (le tiers bas)         | AC 106 à 112, 112 bis et 113 à 116 | 1 ha 30 a 33 ca |
| Clos Solon                            | AC 207 à 255 | 5 ha 57 a 91 ca |
| Corvée Creunille                      | AD 71 à 73, 75, 78, 79, 83, 84 (⅓), 85 à 93, 94 (1/10), 95 (¼) et 103 (⅓)                                                                                        | 1 ha 83 a 13 ca |
| Côte Rôtie                            | AP 18 | 10 a 83 ca      |
| En la Rue de Vergy                    | AR 1 à 59 | 4 ha 80 a 70 ca |
| En Seuvrey                            | AD 123 à 142 et 151 à 155 | 2 ha 43 a 38 ca |
| La Bidaude                            | AP 116 à 135, 137 à 140, 168 et 169 | 2 ha 63 a 49 ca |
| La Bussière (la petite partie au sud) | AO 260 à 265 | 62 a 75 ca      |
| Larrey Froid                          | AP 141 à 150, 152 à 159, 166, 167 et 172 à 174 | 1 ha 90 a 54 ca |
| Le Village                            | AO 6 p, 59, 60 p, 63 p, 64 à 70, 72 à 76, 83 à 85, 87 à 91, 97, 103, 104 p, 105 à 111, 117, 120, 121 p, 123 p, 124 p, 125, 128, 138, 139, 305 à 307 et 310 à 313 | 4 ha 10 a 1 ca  |
| Le Village                            | AO 358 (n'existe plus) | 21 a 92 ca      |
| Le Village                            | AP 31, 35, 36, 88, 89, 90 p, 94 p, 96, 97, 180 et 183 p | 74 a 74 ca      |
| Les Brâs                              | AD 107 à 122 | 1 ha 22 a 93 ca |
| Les Champs de la Vigne                | AD 156 à 163 et 169 | 1 ha 38 a 44 ca |
| Les Chenevery (partie basse)          | AC 176 et 186 à 193 | 1 ha 30 a 97 ca |
| Les Cognées                           | AD 1 à 25, 25 bis et 26 à 32 | 4 ha 17 a 50 ca |
| Les Crais                             | AN 1 à 10, 12 à 19, 21, 23 à 34, 322, 323 et 340 à 343 | 3 ha 33 a 28 ca |
| Les Crais-Gillon                      | AD 33 à 61 | 3 ha 21 a 4 ca  |
| Les Herbuottes                        | AC 154 à 175 | 1 ha 85 a 44 ca |
| Les Larrets                           | AP 110 à 115 | 1 ha 45 a 26 ca |
| Les Porroux                           | AO 228 à 258, 297 et 298 | 4 ha 84 a 2 ca  |
| Les Sionnières                        | AO 221 à 223, 225, 329 à 332 et 335 | 2 ha 14 a 28 ca |
| Monts Luisants (le haut)              | AB 137 à 169 | 2 ha 19 a 3 ca  |
| Pierre Virant                         | AB 1 à 33 | 2 ha 83 a 67 ca |
| Rue de Vergy                          | A2 103 p, 104 p et 110 p (n'existe plus) | 80 a            |
| Très Girard                           | AO 179 à 196, 199, 200, 202, 204 à 209, 211 à 220, 287, 318, 326, 327 et 336 à 343                                                                               | 4 ha 2 a 36 ca  |

### Encépagement
Les cépages autorisés par le cahier des charges de l'appellation sont d'une part pour faire du morey-saint-denis rouge le pinot noir N (qualifié de cépage principal), qui peut être complété jusqu'à 15 % avec du chardonnay B, du pinot blanc B ou du pinot gris G. Dans la pratique, les rouges sont presque tous composés uniquement de pinot noir. Les morey-saint-denis blancs peuvent être faits avec du chardonnay B et du pinot blanc B, avec l'originalité pour le climat « Monts Luisants » d'autoriser aussi l'aligoté B.

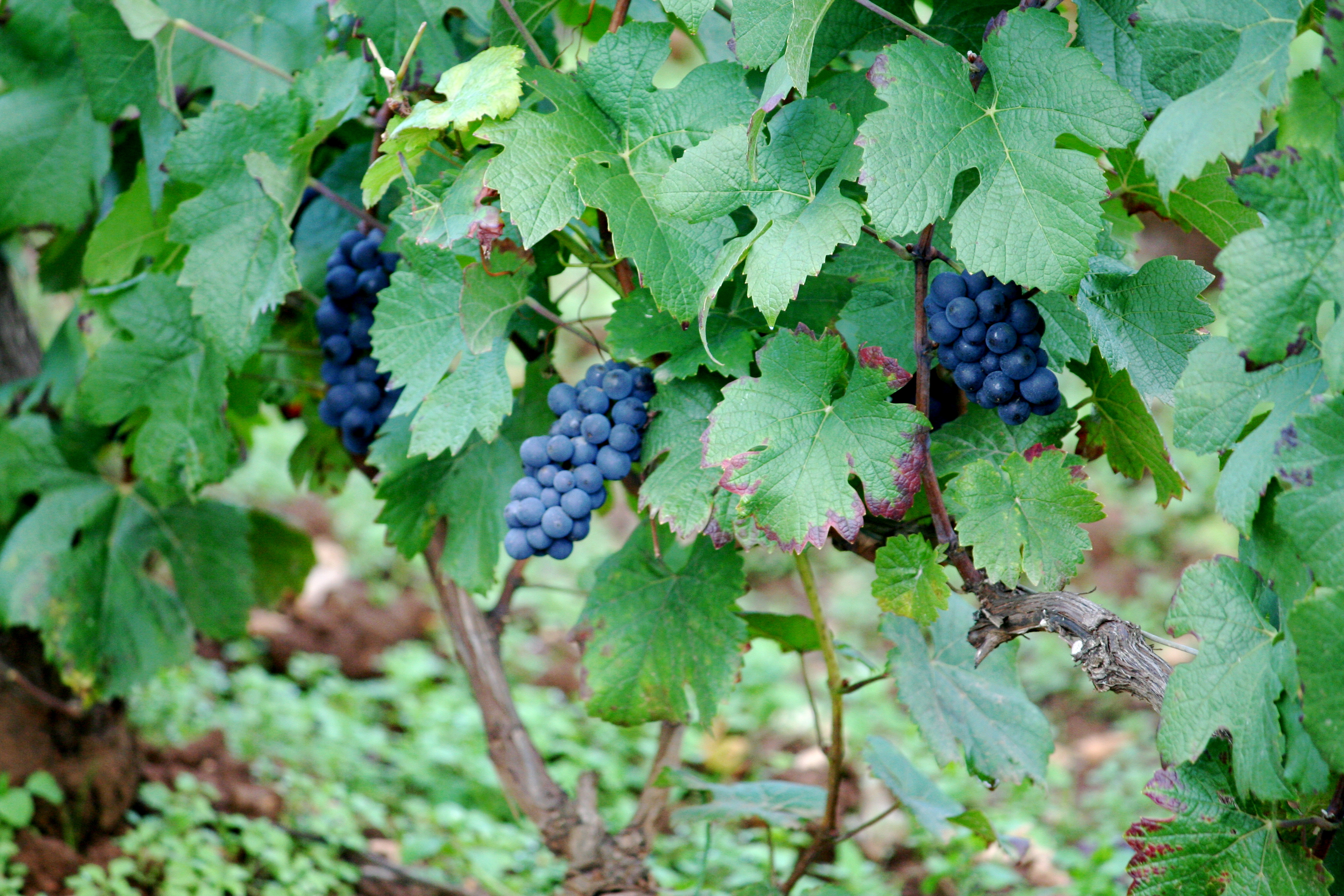
Grappes de pinot noir.

Le pinot noir est constitué de petites grappes denses, en forme de cône de pin (d'où son nom) composées de grains ovoïdes, de couleur bleu sombre. C'est un cépage délicat, qui est sensible aux principales maladies et en particulier au mildiou, au rougeot parasitaire, à la pourriture grise (sur grappes et sur feuilles), et aux cicadelles. Ce cépage, qui nécessite des ébourgeonnages soignés, a tendance à produire un nombre important de grapillons. Il profite pleinement du cycle végétatif pour mûrir en première époque. Le potentiel d'accumulation des sucres est élevé pour une acidité juste moyenne et parfois insuffisante à maturité. Les vins sont assez puissants, riches, colorés et de garde. Ils sont moyennement tanniques en général.
Le chardonnay (qui doit son nom au village de Chardonnay) a des grappes relativement petites, cylindriques, moins denses que celles du pinot noir, constituées de grains irréguliers, assez petits, de couleur jaune doré. De maturation de première époque comme le pinot noir, il s'accommode mieux d'une humidité de fin de saison avec une meilleure résistance à la pourriture s'il n'est pas en situation de forte vigueur. Il est sensible à l'oïdium et à la flavescence dorée. Il débourre un peu avant le pinot noir, ce qui le rend également sensible aux gelées printanières. Les teneurs en sucre des baies peuvent atteindre des niveaux élevés tout en conservant une acidité importante, ce qui permet d'obtenir des vins particulièrement bien équilibrés, puissants et amples, avec beaucoup de gras et de volume.
L'aligoté est un cépage à petites grappes (environ 10 cm) formées de petits grains sphériques, à feuilles orbiculaires, très peu découpées. Cépage vigoureux, productif et rustique, mais sensible aux maladies, notamment au mildiou. Le nom « aligoté » viendrait de « à ligoter » en référence à la vigueur du cépage qui lui confère un comportement cultural particulier. Une analyse d'ADN a relevé que sa lignée est la même que celle du chardonnay : c'est un hybride naturel du gouais blanc avec le pinot noir. L'aligoté est très sensible à la pourriture grise et aux gelées de printemps. Il donne des vins légers, un peu acides et frais, pauvres en tanins.

Trois cépages apparentés
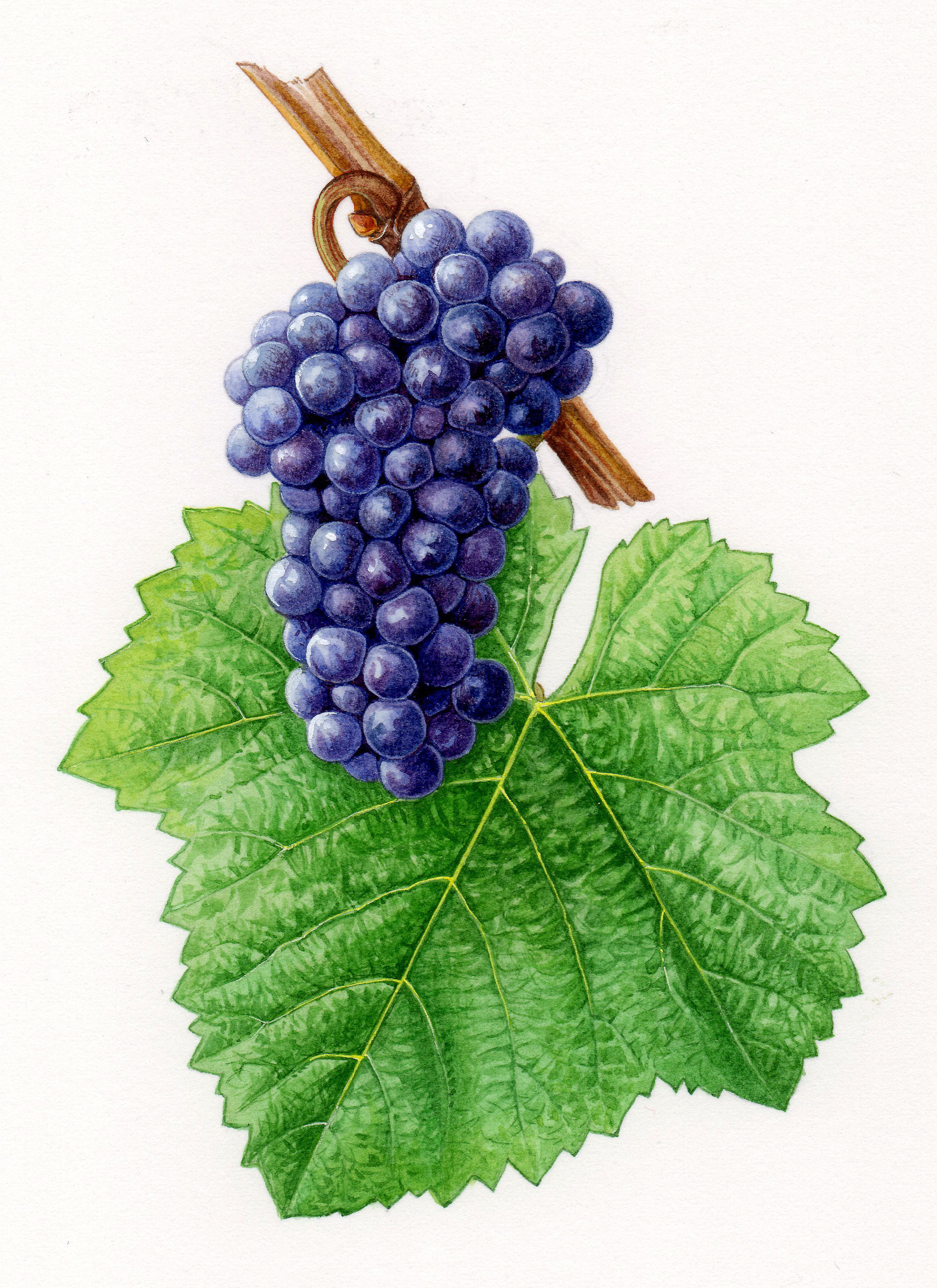
Le pinot noir.
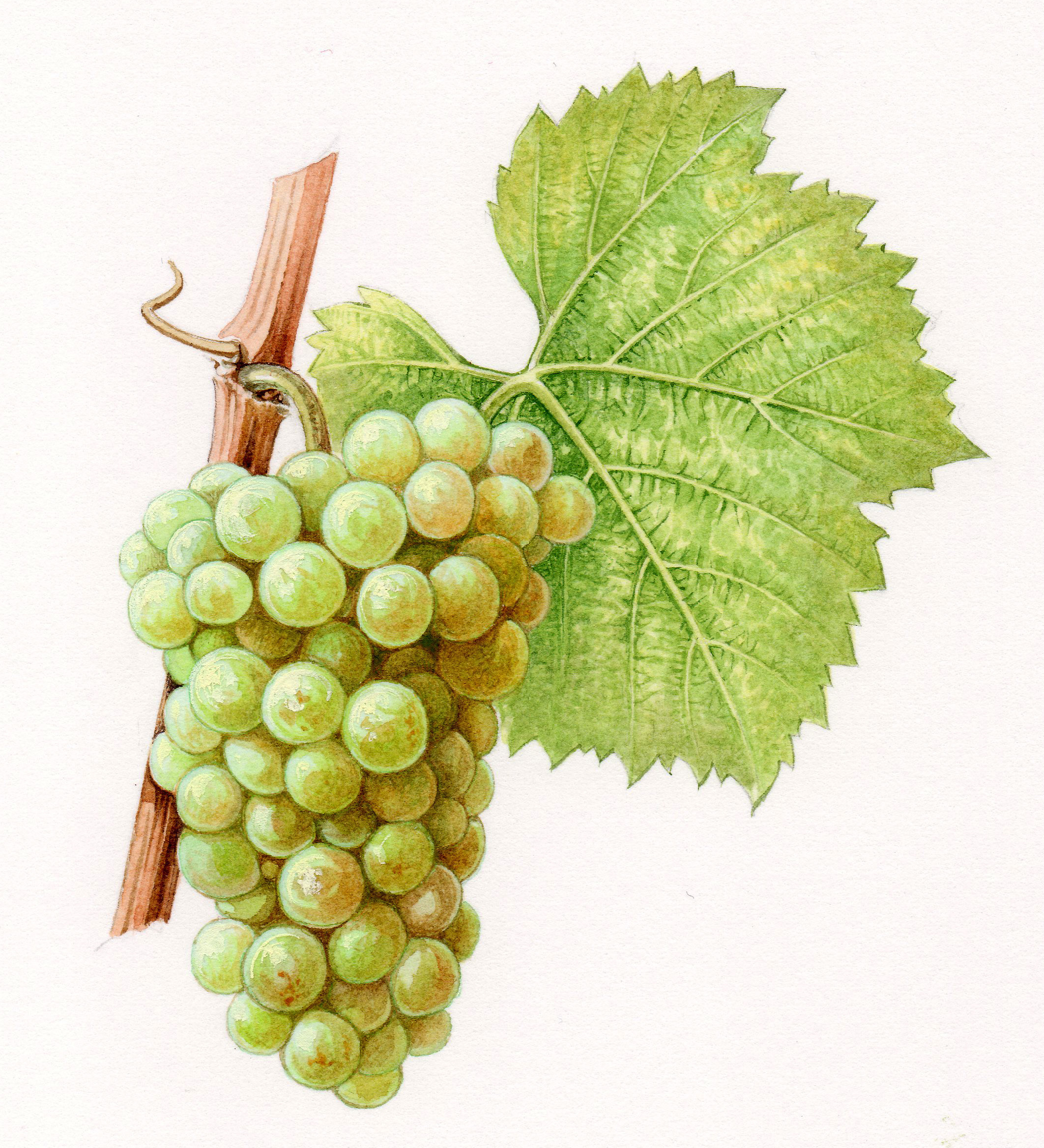
Le chardonnay.
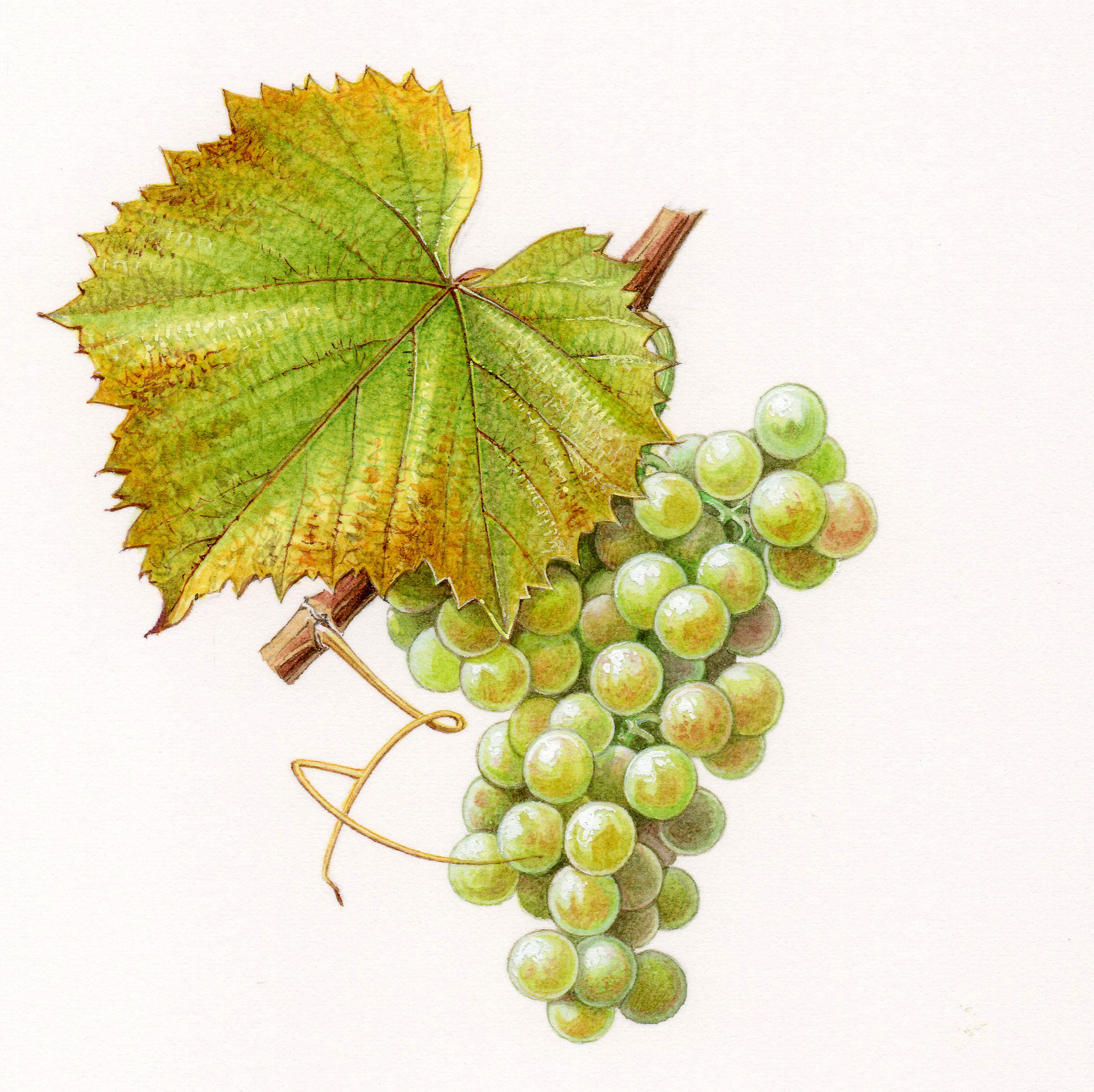
L'aligoté.

### Méthodes culturales

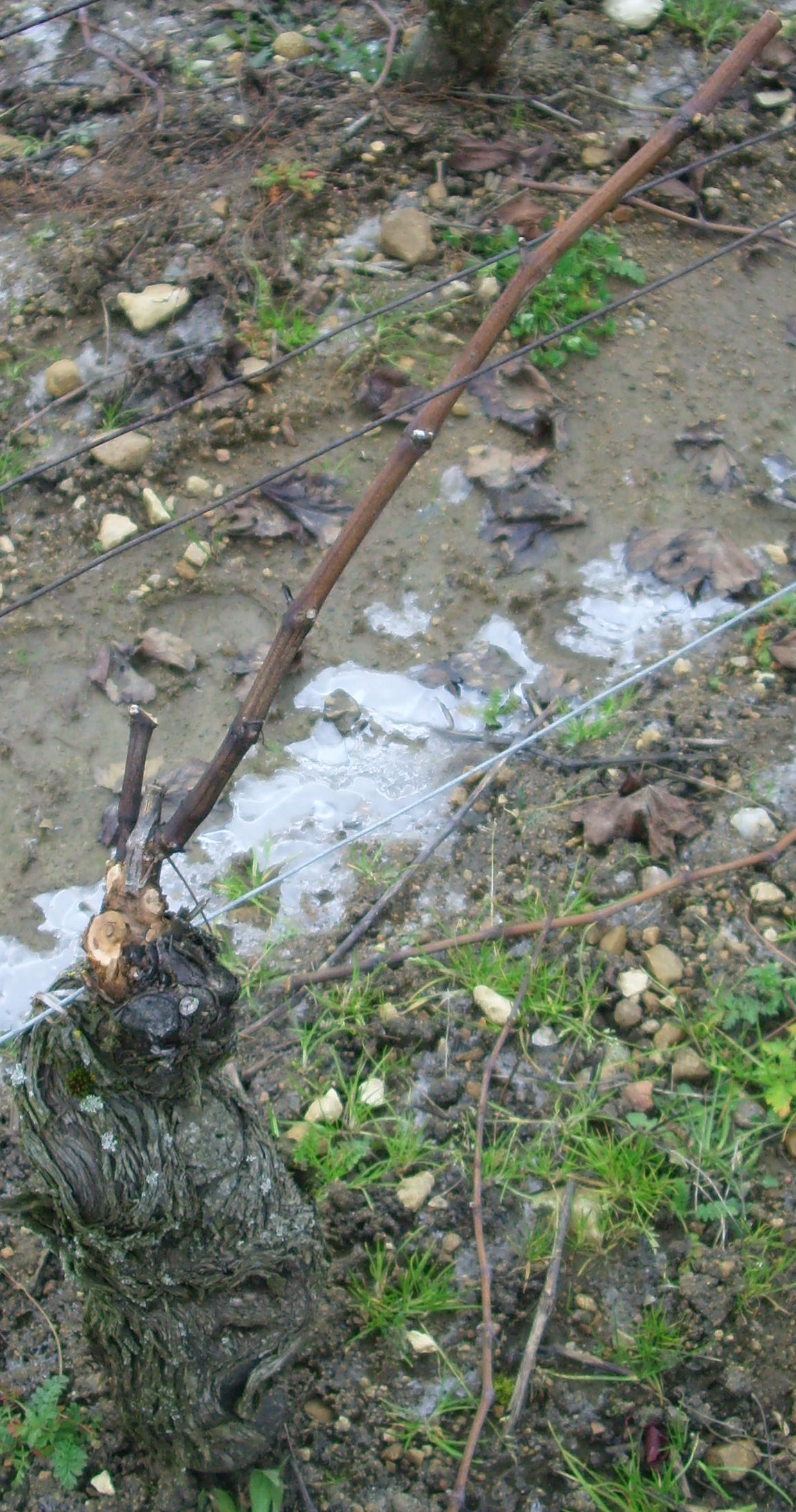
Pied de vigne taillé en guyot simple : une baguette est laissée.

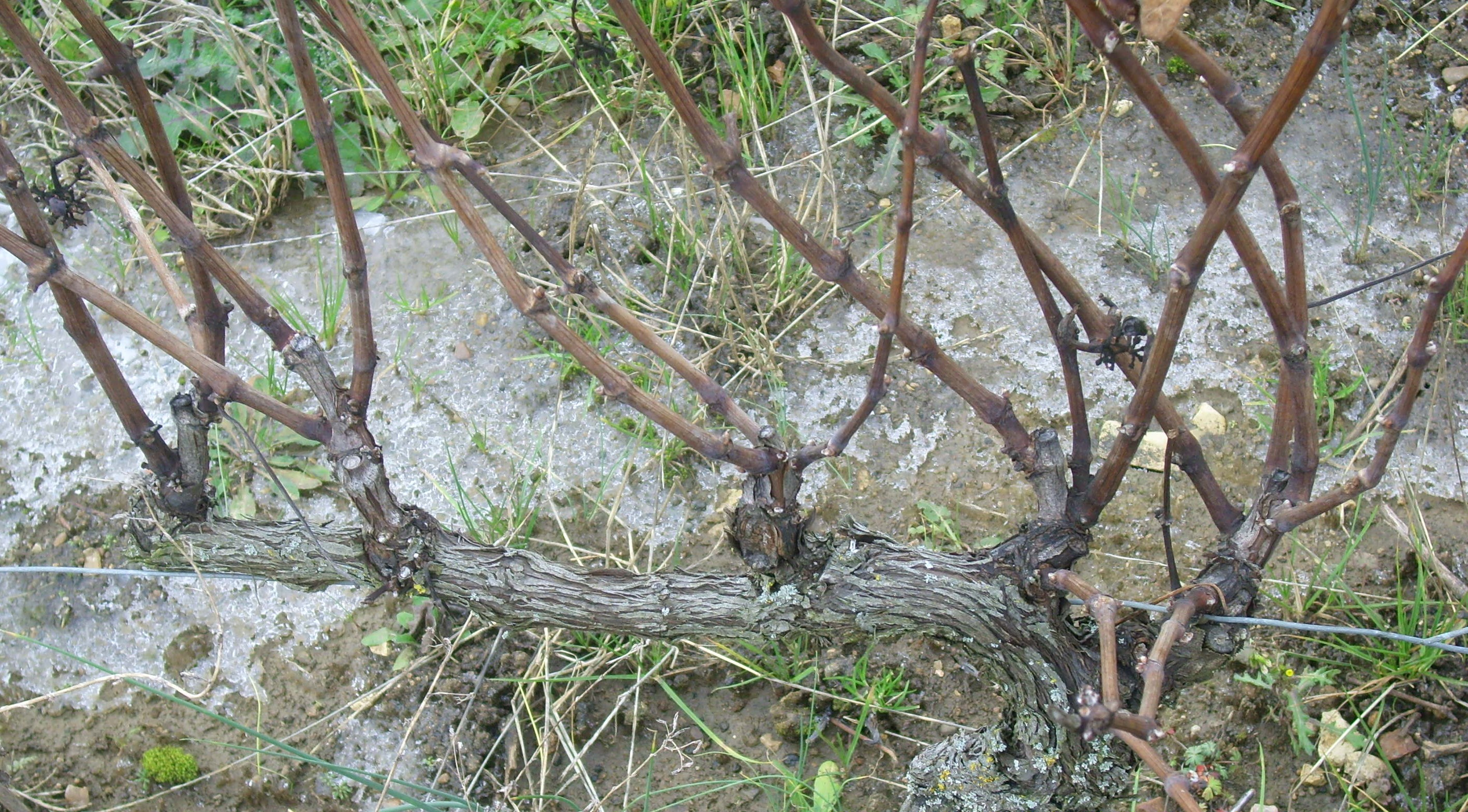
Pied taillé en cordon de Royat : cinq corsons sur un bras portant chacun plusieurs sarments.

Le travail dans les vignes est en partie manuel, en partie mécanique (avec un enjambeur). Le travail commence à la fin de l'automne, dès que la plante est en période de repos, avec la taille qui peut être préparée à la machine (la prétailleuse permet de broyer le haut des sarments), mais qui se fait essentiellement à la main. Cette taille peut être réalisée soit courte en « cordon de Royat », soit longue en « guyot simple » ; pour les cépages blancs avec une baguette de cinq à huit yeux et un courson de un à trois yeux (le nombre d'yeux francs est limité à huit en taille Guyot et à dix en cordon de Royat), pour le pinot noir avec trois à cinq corsons de deux à trois yeux sur un bras (avec un nombre total d'yeux francs inférieur ou égal à huit), qui permet une taille plus tardive à la fin de l'hiver. Les sarments coupés sont brûlés, souvent sur place dans des brouettes.
Comme les maladies ou les accidents de charrue tuent chaque année quelques pieds, ceux-ci sont marqués avant l'hiver avec un ruban, puis ces ceps morts sont déracinés avec une machine (la tarière, montée sur l'enjambeur), un maximum de racines est arraché, laissant un trou pour la plantation du nouveau pied porte-greffe. Un labourage ou « griffage » peut être réalisé dans le but d'aérer les sols et de supprimer les herbes, complété par un buttage pour protéger les pieds du gel, avec débuttage au printemps. Les fils porteurs, piquets et tendeurs sont remis en état au cours de l'hiver pour obtenir des rangs bien palissés. À la toute fin de l'hiver et au début du printemps, la taille se termine : les branches sont ajustées à la longueur désirée, sont couchées à l'horizontale et attachées au fil de fer.
Au printemps, le producteur peut pratiquer un ébourgeonnage (echtinage : suppression d'une partie des sarments) dès que la vigne a commencé à pousser : cette méthode permet de réguler un peu les rendements, d'améliorer l'alimentation des grappes et d'aérer la vigne (limitant ainsi les maladies). Le relevage est pratiqué lorsque la vigne commence à avoir bien poussé, ainsi que plusieurs rognages (consistant à passer l'enjambeur pour couper les rameaux de vignes qui dépassent du système de palissage) au début de l'été. Pour limiter l'enherbement entre les rangs (qui maintient de l'humidité, mais limite le ravinement) et empêcher les racines de se développer en surface, certains producteurs pratiquent un nouveau labourage ou passent la tondeuse, d'autres utilisent des herbicides (désherbage chimique). Pour protéger les pieds, les feuilles et les fruits des maladies cryptogamiques (mildiou, oïdium, pourriture grise, etc.) et des insectes ravageurs (eudémis et cochylis), plusieurs traitements des vignes sont pratiqués, avec des produits phytosanitaires (généralement chimiques, tel que la bouillie bordelaise contenant du sulfate de cuivre, utilisé comme fongicide) ou dans quelques cas avec des préparations biodynamiques. Des produits fertilisants sont utilisés, les viticulteurs faisant le choix entre les engrais chimiques et ceux naturels (compost ou fumier).
Une vendange en vert (coupe d'une partie des grappes lorsque les pieds sont trop chargés) peut être pratiquée : cette opération est faite dans le but de réguler les rendements et surtout de faciliter la maturité des raisins restants. Un effeuillage partiel peut être pratiqué au milieu de l'été, pour exposer les raisins à plus de soleil et limiter les maladies (qui sont favorisées par l'humidité). L'irrigation est interdite sur l'appellation. Enfin, la date du début des vendanges est choisie en fonction de la maturité du raisin (sa richesse en sucre) : le cahier des charges fixe un minimum en grammes de sucre par litre de moût de 178 en blanc, 180 en rouge, 187 en premier cru blanc et 189 en premier cru rouge (ce qui donnerait des vins faiblement alcoolisés, de 10,5 à 11,5 % vol), que les producteurs n'ont pas de mal à dépasser. Les vendanges sont le plus souvent réalisées manuellement dans l'appellation, systématiquement en premier cru, ce qui nécessite temporairement une importante main d’œuvre : il faut des coupeurs, des porteurs (de hottes ou de cagettes) et des trieurs (à la réception en cuverie). Sur les parcelles les moins valorisées, les vendanges peuvent être réalisées mécaniquement avec une machine à vendanger ou une tête de récolte montée sur un enjambeur.

### Rendements
Les rendements sont limités par le cahier des charges de l'appellation à un maximum de 50 hectolitres par hectare pour les rouges (48 hl/ha en premier cru) et de 57 hl/ha pour les blancs (55 hl/ha en premier cru).
Chaque année, ces rendements maximums peuvent être modifiés à la hausse ou à la baisse par un arrêté du ministère de l'Agriculture, dans la limite des rendements butoirs de l'appellation, fixés à 64 hectolitres par hectare en blanc (62 hl/ha en premier cru) et à 58 hl/ha en rouge (56 hl/ha en premier cru). Par exemple, pour la récolte 2022, la limite du rendement est légèrement augmentée par arrêté à 52 hl/ha pour le morey-saint-denis rouge, 59 pour le blanc, 50 en premier cru rouge et 57 en premier cru blanc. Comme toutes les autres appellations, le syndicat des producteurs de morey-saint-denis peut demander auprès de l'INAO un « volume complémentaire individuel » (VCI) pour compenser une possible année de production inférieure en quantité ou en qualité : il s'agit d'une partie de la récolte, comprise entre le rendement maximum de l'appellation et le rendement butoir (il s'agit d'un dépassement de rendement) qui peut être mise en réserve et vendue plus tard assemblée avec le millésime de l'année suivante (dans la limite de 15 %). Le VCI en morey-saint-denis est limité à 10 hl/ha par année, avec un stockage maximal de 17 hl/ha en blanc et de 15 hl/ha en rouge.
Le rendement réel, qu'on connait grâce aux déclarations annuelles des producteurs auprès de l'administration, est logiquement un peu inférieur à ces plafonds. Pour le morey-saint-denis rouge, la surface déclarée en 2022 était de 48,821 ha, qui ont produits 2 082,45 hl de vin, soit un rendement moyen de 42,7 hl/ha cette année-là. Pour chacun des premiers crus rouges comme pour le blanc, les données restent confidentielles.

## Vins
La production annuelle de vin de l'appellation est de 4 088 hectolitres (un hectolitre = 100 litres = 133 bouteilles de 75 cl) en moyenne (pour les millésimes de 2014 à 2018), dont 3 830 hl de rouge (y compris 1 767 hl classés en premiers crus) et 258 hl de blanc (y compris 75 hl de premier cru). La moyenne des récoltes sur cinq ans entre 2007 et 2011 était de 3 633 hl en moyenne, dont 3 432 hl de rouge (y compris 1 595 hl de premiers crus) et 201 hl de blanc (y compris 39 hl de premier cru).
Les données de production des années récentes, telles que publiées par les Douanes, sont :
| Année | morey-saint-denis rouge | morey-saint-denis rouge | morey-saint-denis rouge | morey-saint-denis 1er cru rouge | morey-saint-denis 1er cru rouge | morey-saint-denis 1er cru rouge |
| Année | superficie (ha)         | production (hl)         | rendement (hl/ha)       | superficie (ha)                 | production (hl)                 | rendement (hl/ha)               |
| ----- | ----------------------- | ----------------------- | ----------------------- | ------------------------------- | ------------------------------- | ------------------------------- |
| 2022  | 48,8                    | 2 082                   | 43                      | 34,632                          | 1 619                           | 46                              |
| 2023  | 49,3                    | 2 423                   | 49                      | 39,1                            | 1 998                           | 51                              |
| 2024  | 49,1                    | 912                     | 19                      | 39,1                            | 1 008                           | 25                              |

La production de morey-saint-denis blanc est confidentielle : 206 hl sur 3,8 ha en 2023 ; 138 hl sur 3,8 ha en 2024.

### Titres alcoométriques volumique
| Appellation et dénomination   | Rouge   | Rouge   | Blanc   | Blanc   |
| Titre alcoométrique volumique | minimal | maximal | minimal | maximal |
| Morey-saint-denis             | 10,5 %  | 13,5 %  | 11 %    | 13,5 %  |
| Morey-saint-denis premier cru | 11 %    | 14 %    | 11,5 %  | 14 %    |

### Vinification et élevage
Les techniques soustractives d’enrichissement sont autorisés en rouge dans la limite de 10 %, mais l'utilisation de pressoirs continus et de morceaux de bois est interdite par le cahier des charges. Les raisins vendangés sont triés, directement à la vigne ou à la cave avec une table de tri, ce qui permet d'enlever les raisins pourris, secs ou insuffisamment mûrs, ainsi que les insectes et débris végétaux. Les grappes sont le plus souvent éraflées à la machine (l'érafloir) pour limiter les tanins, l'amertume et l'acidité (certains producteurs n'éraflent pas, vinifiant en grappes entières). Il existe des petites différences de méthode de vinification et d'élevage entre les différents viticulteurs et négociants.

#### Vinification en rouge
Pour faire du vin rouge, les raisins ne sont pas pressés immédiatement, pour que la matière solide (pépins, pellicule et pulpe) puisse donner de la couleur, des tanins et du goût au jus (traditionnellement, les raisins étaient seulement foulés). Une macération pré-fermentaire à froid est quelquefois pratiquée pendant plusieurs jours. La fermentation alcoolique peut démarrer, à partir des levures indigènes ou le plus souvent après un levurage. Se produit alors l'extraction des polyphénols (tanins et anthocyanes) et autres éléments qualitatifs du raisin (polysaccharides, etc.). L'extraction est favorisée par le pigeage, opération qui consiste à enfoncer jusqu'à deux fois par jour le chapeau de marc dans le jus en fermentation à l'aide d'un outil en bois ou aujourd'hui d'un robot pigeur hydraulique ; plus couramment, l'extraction est conduite par des « remontages », opération qui consiste à pomper le jus depuis le bas de la cuve pour arroser le chapeau de marc et ainsi lessiver les composants qualitatifs du raisin. Les températures de fermentation alcoolique peuvent être plus ou moins élevées suivant les pratiques de chaque vinificateur avec une moyenne générale de 28 à 35 degrés au maximum de la fermentation. La chaptalisation est réalisée si le degré d'alcool est insuffisant : cette pratique est réglementée.
À l'issue d'une fermentation alcoolique d'une dizaine de jours, le vin est décuvé (on obtient le vin de goutte) tandis que le marc restant est pressé (le vin de presse), puis le mélange des deux jus est d'abord débourbé quelques heures (par gravitation) puis la fermentation malolactique est lancée. Enfin, le vin est soutiré et mis en fûts (entonné) ou cuves pour son élevage : le vin s'enrichit lentement au contact des lies. Dans le cas de l'emploi de fût, plus favorable à une micro-oxygénation mais qui doivent être ouillés régulièrement, une partie du vin peut être mise dans des fûts neufs ou vieux d'une année, lui donnant un goût légèrement boisé. L'élevage se poursuit pendant plusieurs mois (12 à 24 mois) puis le vin est le plus souvent collé et filtré avant d'être mis en bouteilles.

#### Vinification en blanc

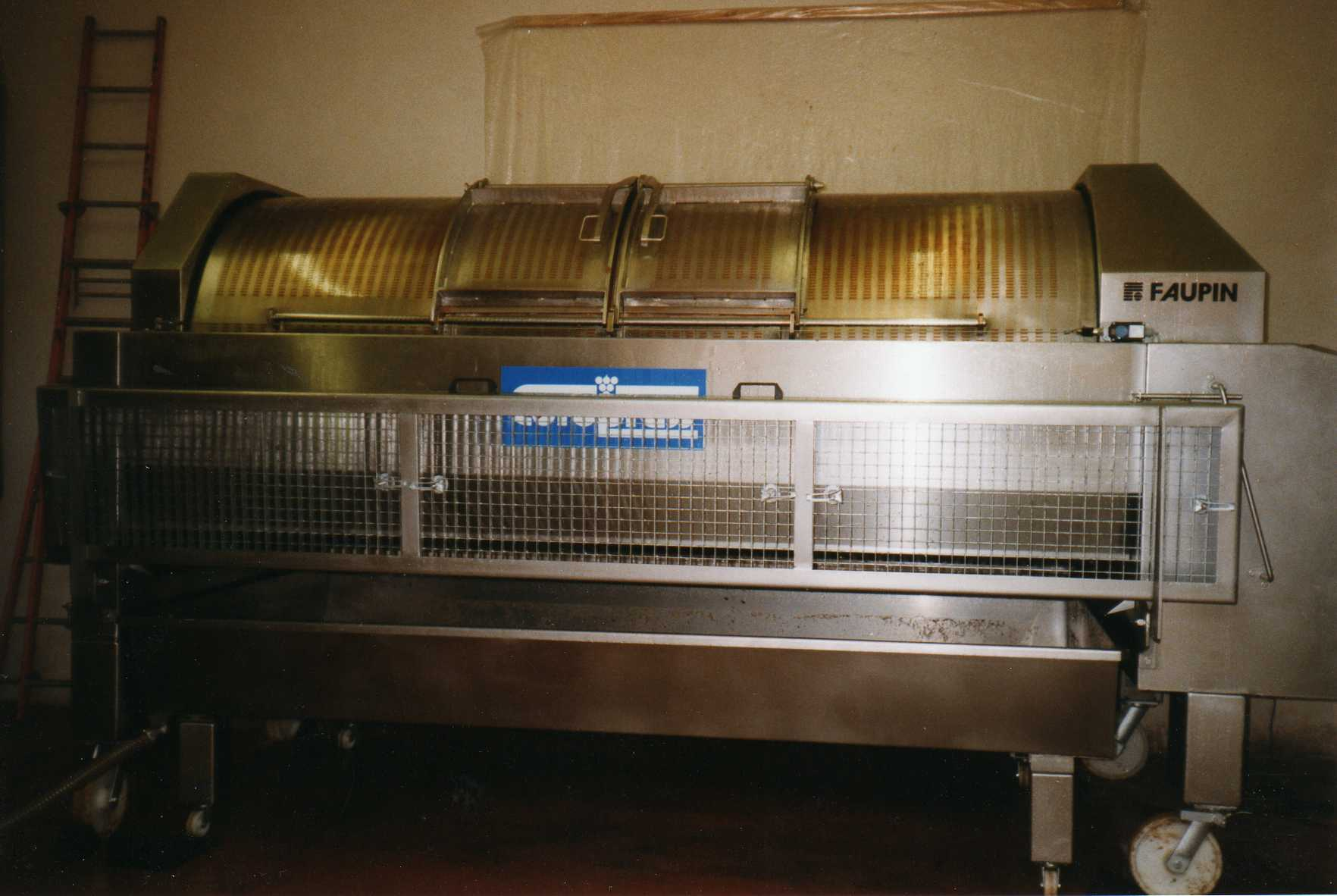
Pressoir pneumatique servant au pressurage.

Pour faire du vin blanc, les raisins sont transférés dans un pressoir souvent pneumatique pour un pressurage progressif. Une fois le moût en cuve, le débourbage (retrait par gravitation de ce qui reste de la pellicule, de la pulpe, etc.) est pratiqué pendant quelques heures, généralement après un enzymage. À ce stade, une stabulation préfermentaire à froid (environ 10 à 12 degrés pendant plusieurs jours) peut être recherchée pour favoriser l'extraction des arômes. Mais le plus souvent, après 12 à 48 heures, le jus clair est soutiré et mis à fermenter en fûts ou en cuves (ciment ou inox, thermorégulées). La fermentation alcoolique (due aux levures indigènes présentes sur la pellicule, ou bien après levurage) dure d'un à quatre mois avec un suivi tout particulier pour les températures qui doivent rester à peu près stables (18 à 24 degrés).
La chaptalisation est parfois pratiquée lors des années froides pour augmenter un peu le degré d'alcool, puis est lancée la fermentation malolactique. Ensuite les vins sont élevés « sur lies », souvent en fûts (appelés « pièces bourguignonnes », de 228 litres), dans lesquels le vinificateur réalise régulièrement un « bâtonnage », c'est-à-dire une remise en suspension des lies (composées de bourbes fines et de levures mortes) en remuant le vin avec une tige en inox : cette opération dure pendant plusieurs mois au cours de l'élevage des blancs. quand l'éleveur du vin l'estime bien avancé, il va soutirer le vin pour retirer les lies. Le producteur peut aussi mettre une partie de son vin dans des fûts neufs ou vieux d'une année, ce qui donne un goût légèrement boisé au vin, avant d'en faire l'assemblage. Un élevage trop court donne des vins plus secs et « maigres », un élevage trop long donne des vins trop lourds et « manquant de fraîcheur ». À la fin, la filtration du vin est souvent pratiquée pour rendre les vins plus limpides et limiter les accidents de bouteille (les bactéries sont éliminées, mais cela « appauvrit » un peu le vin). La mise en bouteille (au domaine ou chez un intervenant) clôture l'opération.

### Gastronomie, garde et température de service

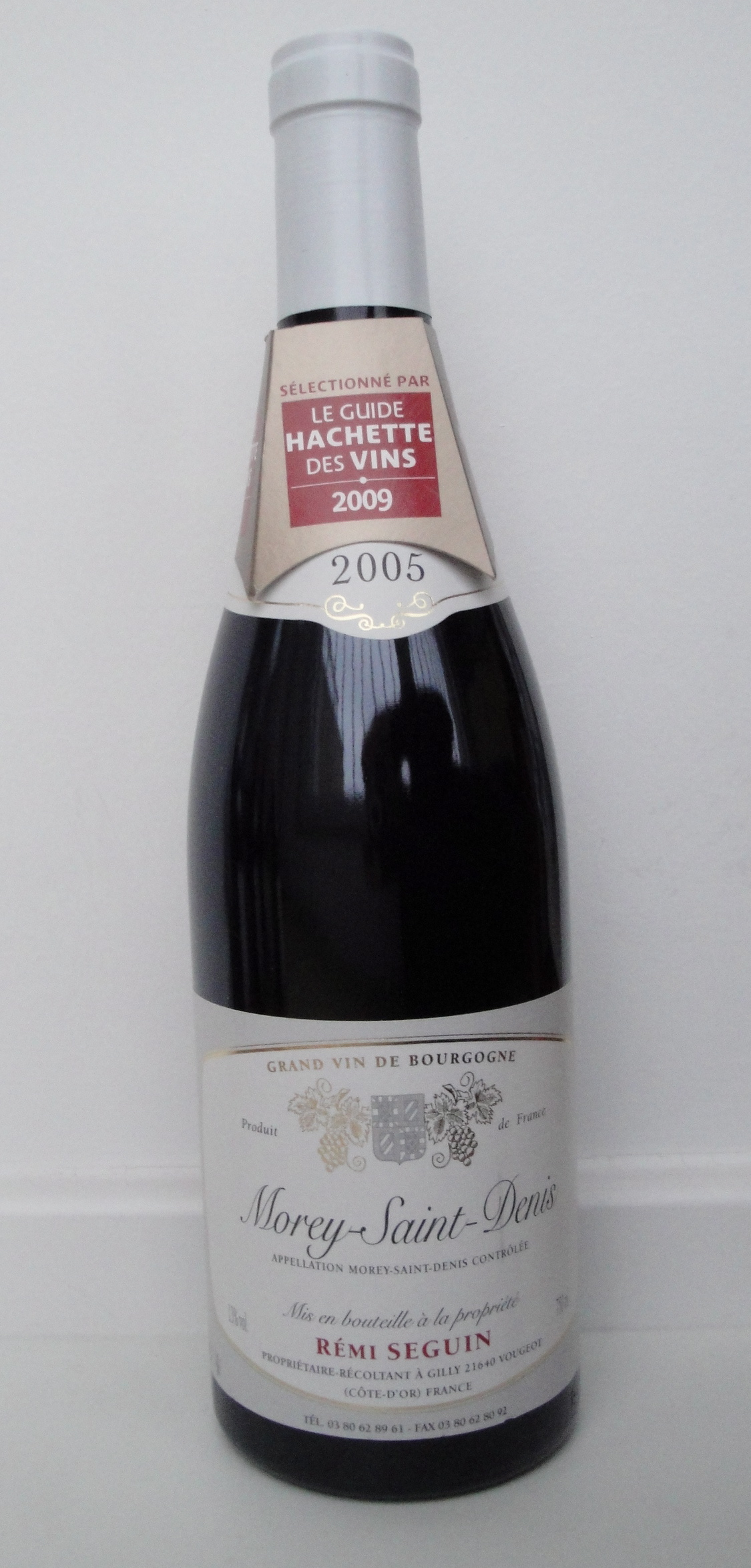
Une bouteille de morey-saint-denis.

Les vins de Morey-Saint-Denis sont caractéristiques de ceux de la côte de Nuits, c'est-à-dire des rouges à la robe rubis ou grenat ; leur bouquet est souvent décrit comme marqué par des fruits noirs (cassis, mûre ou myrtille) ou des fruits rouges à noyau (cerise), parfois la prunelle, la violette, le jasmin, ou la réglisse ; avec l'âge, ils évoluent vers les arômes de fruits à l'eau-de-vie, ou l'animal (cuir et gibier). La bouche est puissante pour un bourgogne rouge, avec du tanin. Les quelques blancs ont la réputation d'être opulents, plutôt floraux.
Le corps des morey-saint-denis rouges s'associe avec une cuisine un peu corsée et élaborée : gibiers, viande rouge grillée, gigot de mouton, bœuf bourguignon, civet de lapin, coq au vin, fromages puissants à croûte lavée (l'époisses, le langres ou L'Ami du Chambertin), etc.
Les vins de Morey-Saint-Denis sont des vins de longue garde ; si la majorité des rouges sont à boire trois à quinze ans après leur vendange, ils peuvent conserver leurs qualités jusqu'à 20 ans et plus pour les exceptions selon le millésime. Les blancs sont à consommer de deux à quatre ans après récolte. La température de service recommandée des rouges est de 13 à 15 °C.

## Économie

### Structure des exploitations
Il existe des domaines viticoles de tailles différentes, ceux installés dans le village ou les communes viticoles voisines possédant le plus souvent plusieurs parcelles dispersées sur l'aire d'appellation, proposant ainsi une gamme de morey-saint-denis. Quelques climats sont exploités en monopole, tel que le clos de la Bidaude (propriété de la maison Robert Gibourg), le clos de la Bussière (domaine Roumier), le clos des Monts Luisants (domaine Ponsot) ou le clos des Rosiers (domaine Chantal Rémy). Une parcelle portant le nom de « clos » n'indique pas forcément une vigne ceinte par des murs.
Une partie des domaines mettent tout ou partie de leurs propres vins en bouteilles et en assure aussi la vente. Les autres, ainsi que ceux qui ne vendent pas tous leurs vins en bouteilles, les vendent aux maisons de négoce. Ces maisons de négoce achètent, en général, le vin fait (vin fini) mais parfois en raisin ou en moût. Elles achètent aux domaines en passant parfois par un courtier en vin qui sert d'intermédiaire moyennant une commission de l'ordre de 2 % à la charge de l'acheteur. Plusieurs vignerons complètent leur production en achetant des moûts à d'autres viticulteurs.

### Prix des vignes
À titre de comparaison, le prix de l'ouvrée de vignes (un hectare étant subdivisé en 24 ouvrées) au sein de l'appellation est estimé pour 2015 à environ 29 000 euros pour une parcelle de morey-saint-denis premier cru (avec une moyenne à 677 571 € pour un hectare) et de 17 500 € pour le reste de l'appellation communale (408 879 € l'ha). Cette moyenne est évidemment bien moindre que pour les grands crus de la commune (le clos-saint-denis et le clos-des-lambrays sont à 95 000 € l'ouvrée, soit à 2,2 millions d'€ l'ha ; le clos-de-tart et le clos-de-la-roche sont à 100 000 €), mais aussi vis-à-vis du chambolle-musigny (55 000 € en premier cru, 37 000 € sur le reste de l'appellation) ou du gevrey-chambertin (36 000 € et 22 000 €) ; dans le même temps, un simple bourgogne rouge est à 1 800 € l'ouvrée sur l'ensemble de la Bourgogne (la moyenne à l'hectare étant à 42 056 €).
En 2011, une parcelle de morey-saint-denis premier cru était à environ 26 000 € pour une ouvrée (avec une moyenne à 607 477 € pour un hectare) et de 14 500 € pour le reste de l'appellation communale (338 785 € l'ha). De leur côté, le clos-saint-denis et le clos-de-tart était à 68 500 € l'ouvrée, soit 1,6 million d'€ l'ha ; le clos-de-la-roche et le clos-des-lambrays à 71 500 € ; le chambolle-musigny à 50 000 € en premier cru et 35 000 € sur le reste de l'appellation ; le gevrey-chambertin à 30 000 € et 17 000 € ; un simple bourgogne rouge ou un hautes-côtes-de-Nuits est à 1 600 € l'ouvrée (la moyenne à l'hectare étant à 37 383 €).
Pour une comparaison entre les appellations, on peut aussi prendre les prix (en € pour une pièce de 228 l) pratiqués officiellement pour le calcul des fermages en 2024, qui fournissent une hiérarchie :
- bourgogne hautes-côtes-de-nuits rouge, 1 358 ;
- morey-saint-denis, 4 907 ;
- gevrey-chambertin, 5 803 ;
- chambolle-musigny, 7 048 ;
- morey-saint-denis premier cru rouge, 8 144 ;
- morey-saint-denis premier cru blanc, 8 691 ;
- gevrey-chambertin premier cru, 11 023 ;
- chambolle-musigny premier cru, 14 916 ;
- clos-de-la-roche, 26 278 ;
- clos-saint-denis, 29 653 ;
- clos-des-lambrays, 24 829 ;
- bonnes-mares, 36 172 ;
- latricières-chambertin, 27 229 ;
- mazoyères-chambertin, 23 454 ;
- chambertin, 53 089.

### Commercialisation
La commercialisation de cette appellation se fait par divers canaux de vente : dans les caveaux des viticulteurs, dans les boutiques des négociants, dans les salons des vins (vignerons indépendants, etc.), dans les foires gastronomiques, chez un exportateur, dans les cafés, hôtels et restaurants, ainsi que dans les grandes et moyennes surfaces.
Douze vignerons de Morey-Saint-Denis se sont associés pour fonder le « Caveau des Vignerons », face à l'église du village.

### Producteurs de l'appellation
| - Domaine Didier Amiot, à Morey-Saint-Denis ; - Domaine Amiot et Fils, à Morey-Saint-Denis ; - Domaine Amiot-Servelle, à Chambolle-Musigny ; - Domaine Arlaud, à Morey-Saint-Denis ; - Domaine Audiffred, à Vosne-Romanée ; - Domaine Ballorin & F., à Morey-Saint-Denis ; - Domaine Bidault, à Morey-Saint-Denis ; - Domaine Bizot, à Vosne-Romanée ; - Bourgogne Cave Passion, à Fixin ; - Domaine Castagnier, à Morey-Saint-Denis ; - Cave des Hautes-Côtes Nuiton-Beaunoy, à Beaune ; - Domaine Clair Bruno, à Marsannay-la-Côte ; - Domaine Clavelier & Fils, à Nuits-Saint-Georges ; - Clos de Tart, à Morey-Saint-Denis ; - Domaine Coquard Loison Fleurot, à Flagey-Echézeaux ; - Domaine de la Galopière, à Tailly ; - Domaine des Beaumont, à Morey-Saint-Denis ; - Domaine des Loups, à Chaux ; - Domaine Dujac, à Morey-Saint-Denis ; - Domaine Féry Jean et Fils, à Échevronne ; - Domaine Forey Père et Fils, à Vosne-Romanée ; - Maison Gavignet Maurice - Gavignet Père et Fils, à Nuits-Saint-Georges ; - Domaine Gille, à Comblanchien ; - Domaine Gros Michel, à Vosne-Romanée ; - Domaine Guyon, à Vosne-Romanée ; - Domaine Herestyn-Mazzini, à Gevrey-Chambertin ; - Domaine Jeanniard Alain, à Morey-Saint-Denis ; - Domaine Jeanniard Laurent, à Corgoloin ; - Domaine Jeanniard Vincent, à Pommard ; | - La Maison Romane, à Nuits-Saint-Georges ; - Domaine Pierre Bourée Fils, à Gevrey-Chambertin ; - Domaine des Lambrays, à Morey-Saint-Denis ; - Domaine Lecheneaut, à Nuits-Saint-Georges ; - Maison Les Parcellaires de Saulx, à Meursault ; - Domaine Lignier Georges et Fils, à Morey-Saint-Denis ; - Domaine Lignier Hubert et Laurent, à Morey-Saint-Denis ; - Maison Louis Latour, à Beaune ; - Maison Magnien Frédéric, à Morey-Saint-Denis ; - Domaine Magnien Stéphane, à Morey-Saint-Denis ; - Domaine Marchand Frères, à Gevrey-Chambertin ; - Maison Marchand-Tawse, à Nuits-Saint-Georges ; - Domaine Michelot Alain, à Nuits-Saint-Georges ; - Caveau Moillard, à Nuits-Saint-Georges ; - Domaine des Monts Luisants, à Morey-Saint-Denis ; - Domaine Odoul Coquard, à Morey-Saint-Denis ; - Domaine Olivier Manuel, à Nuits-Saint-Georges ; - PGVF (Prestige des grands vins de France) – maison Alain Corcia, à Savigny-lès-Beaune ; - Domaine Remy Louis, à Morey-Saint-Denis ; - Domaine Georges Roumier, à Chambolle-Musigny ; - Domaine Schmitt William, à Morey-Saint-Denis ; - Domaine Serafin, à Gevrey-Chambertin ; - Domaine Sigaut Anne et Hervé, à Chambolle-Musigny ; - Domaine Taupenot-Merme, à Morey-Saint-Denis ; - Domaine Tortochot, à Gevrey-Chambertin ; - Domaine Tremblay Cécile, à Vosne-Romanée ; - Domaine Truchetet, à Premeaux-Prissey ; etc. |